# Condado de Lincoln (Minnesota)
O Condado de Lincoln é um dos 87 condados do estado americano do Minnesota. A sede do condado é Ivanhoe, e sua maior cidade é Tyler.
O condado possui uma área de 1 420 km² (dos quais 30 km² estão cobertos por água), uma população de 6 429 habitantes, e uma densidade populacional de 5 hab/km² (segundo o censo nacional de 2000). O condado foi fundado em 1873.